# Sathyamangalam
Sathyamangalam là một thành phố và khu đô thị của quận Erode thuộc bang Tamil Nadu, Ấn Độ.

## Nhân khẩu
Theo điều tra dân số năm 2001 của Ấn Độ, Sathyamangalam có dân số 33.738 người. Phái nam chiếm 51% tổng số dân và phái nữ chiếm 49%. Sathyamangalam có tỷ lệ 67% biết đọc biết viết, cao hơn tỷ lệ trung bình toàn quốc là 59,5%: tỷ lệ cho phái nam là 74%, và tỷ lệ cho phái nữ là 61%. Tại Sathyamangalam, 9% dân số nhỏ hơn 6 tuổi.